# Lycocerus pallidulus
Lycocerus pallidulus (лат.) — вид жуков рода Lycocerus из семейства мягкотелок. Китай (Yunnan).

## Описание
Жуки-мягкотелки (длина около 1 см), для которых характерны следующие признаки: VIII стернит брюшка самки с широкими и закругленными на вершинах участками между средними и боковыми выемками; вентральный отросток каждого парамера эдеагуса слегка загнут внутрь при вентральном виде, дорсальная пластинка каждого парамера узкая и явно отделена апикально; голова одноцветная желтовато-оранжевая; надкрылья желтые. широкие антенномеры, густо опушенные переднеспинка и надкрылья. Вид был впервые описан в 1995 году швейцарским энтомологом Вальтером Виттмером (1915—1998) под названием Athemus pallidulus. Включён в состав видовой группы Lycocerus pallidulus.